# Anton Morosani
Anton Morosani (né le 20 juin 1907 à Davos, mort le 8 juin 1993 dans la même ville) est un joueur professionnel suisse de hockey sur glace.

## Carrière
Anton Morosani joue au Hockey Club Davos de 1925 à 1932 puis au Grasshopper Club Zurich de 1932 à 1938. Il est champion de série A nationale en 1926, nationale et internationale en 1927, nationale et internationale en 1929, nationale et internationale en 1930, nationale et internationale en 1931, nationale et internationale en 1932, internationale en 1933.
Il participe à la Coupe Spengler avec Davos en 1923, 1927 et avec le Grasshopper Club Zurich en 1932. Il remporte la coupe en 1927.
Anton Morosani représente la Suisse aux Jeux olympiques de 1928 à Saint-Moritz où la Suisse remporte la médaille de bronze,,. Il est présent aux championnats d'Europe en 1926 où la Suisse est championne et 1932 où elle prend la médaille de bronze.
Morosani fait des études d'abord à Zurich, puis dans une école hôtelière à Lucerne et devient le directeur du Grand Hôtel du Belvédère à Davos, avant de posséder un hôtel à Davos pendant de nombreuses années. Il siège au conseil des hôteliers suisses, est actif dans la politique locale et devient président de son ancien club, le HC Davos.